# Вабич
Ва́бич (Вабичь; бел. Ва́біч) — река в Круглянском, Шкловском и Белыничском районах Могилёвской области Белоруссии, левый приток Друти (притока Днепра).

## Название
По мнению В. Н. Топорова и О. Н. Трубачёва, название Вабич происходит от славянского vabiti «манить».
Также существует иное мнение, о происхождении гидронима Вабич из двух корневых компонентов: Ваб- + -ич. Компонент Ваб- представляет собой фонетический вариант компонента Об- со значениями «вода», «река». Компонент -ич, воспринимаемый ныне как формант, восходит к древнему гидронимическому термину, значения которого могут быть определены как «вода» или «источник», «родник».
В старинных источниках присутствует вариант наименования Бабич.

## Гидрография

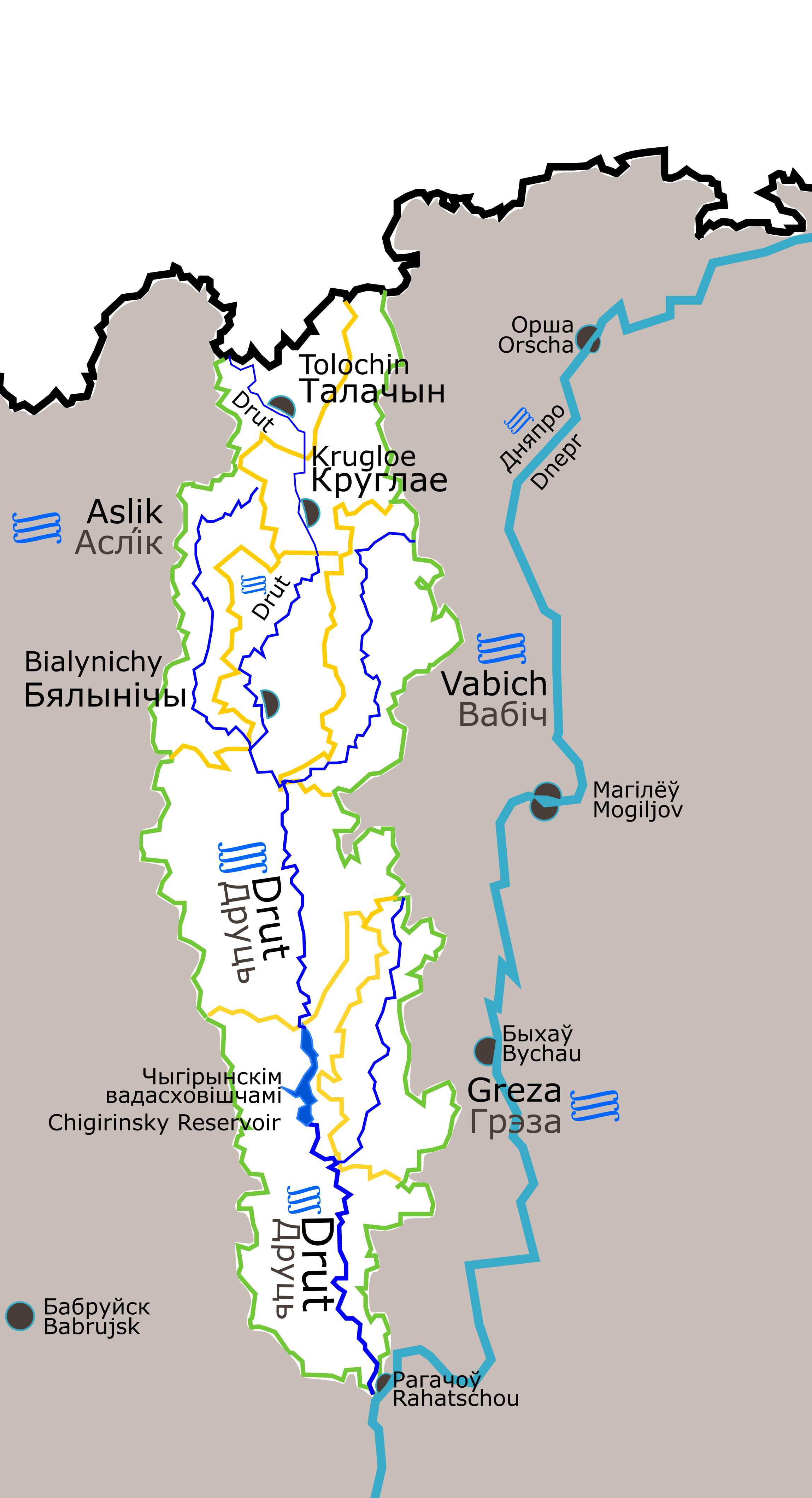

Исток реки находится в 1,7 км к востоку от деревни Буровщина Круглянского района. Вабич протекает по Центральноберезинской равнине. Устье расположено в 2 км к востоку от деревни Прибор Белыничского района. Высота устья над уровнем моря — 151,4 м.
Длина реки составляет 74 км, площадь водосборного бассейна — 565 км². Уклон реки — 0,6 м/км.
Долина в верховьях невыраженная, в среднем и нижнем течении — трапециевидная, шириной 0,6—1 км, с пологими склонами. Пойма двусторонняя, шириной преимущественно 0,2—0,4 км. Берега низкие, заболоченные. Русло реки преимущественно извилистое, его ширина составляет 10—25 м. В верхнем течении русло канализовано на протяжении 24 км.
Среднегодовой расход воды в устье — 3,5 м³/с.
Река замерзает в середине декабря. Ледоход начинается в третьей декаде марта. В это же время отмечается наивысший уровень половодья, при котором уровня воды относительно межени повышается на 2 м. Во время половодья пойма затапливается на глубину от 0,4 до 1 м на срок до двух недель.
Основные притоки: Черноводка, Василевка, Лимничанка (слева), Светиловка (справа). Густота речной сети — 0,38 км/км².

## Населённые пункты на реке
На реке Вабич расположены агрогородки Головчин и Вишов, а также ряд деревень.

## Исторические сведения
В 1708 году на берегу реки произошла битва при Головчине между армиями шведского короля Карла XII и русского царя Петра I.